# Tidestromia tenella
Tidestromia tenella là loài thực vật có hoa thuộc họ Dền. Loài này được I.M. Johnst. miêu tả khoa học đầu tiên năm 1939.